# Helicopsyche asymmetrica
Helicopsyche asymmetrica là một loài Trichoptera thuộc họ Helicopsychidae. Chúng phân bố ở miền Australasia.